# Operação Escudo da Primavera
Operação Escudo da Primavera foi uma operação militar transfronteiriça conduzida pelas Forças Armadas da Turquia contra as Forças Armadas da Síria no distrito de Idlib, no noroeste da Síria. Segundo o ministro da Defesa Nacional turco, Hulusi Akar, a Turquia lançou a operação para acabar com os massacres do regime e impedir a radicalização e a migração.

## Operação
Dois jatos Su-24 do regime Assad foram derrubados por caças F-16 turcos sobre a província de Idlib, no noroeste da Síria, informou o Ministério da Defesa neste domingo.
O ministério observou que dois sistemas de defesa aérea, incluindo um que derrubou um avião turco, foram destruídos. As forças armadas turcas continuaram no domingo a destruir os alvos do regime na Síria, como parte de uma operação lançada após um ataque mortal do regime contra as tropas turcas em Idlib.
De acordo com as novas imagens compartilhadas pelo Ministério da Defesa Nacional da Turquia, tanques, veículos blindados e anti-tanques, bem como soldados do regime foram neutralizados no distrito de Saraqib, uma porta de entrada para a província de Idlib, no noroeste, e algumas outras regiões próximas.
Idlib, perto da fronteira sul da Turquia, fica dentro de uma zona de desesccalada estabelecida em um acordo entre a Turquia e a Rússia no final de 2018. O regime sírio e seus aliados violaram consistentemente os termos do acordo, lançando ataques frequentes dentro do território onde atos de agressão são expressamente proibidos.
A Turquia apelou à interrupção imediata dos ataques em Idlib e à continuação do cessar-fogo, alertando que, se os ataques não pararem, tomará medidas.
Pelo menos 34 soldados turcos foram mortos e vários outros feridos em um ataque aéreo pelas forças do regime de Assad em Idlib no final da quinta-feira. Após o ataque